# Европско првенство у фудбалу 1976.
Европско првенство у фудбалу 1976. је било 5. по реду европско фудбалско првенство за мушкарце, које је одржано од 16. до 20. јуна 1976. у Југославији.
Први пут је првенство одржано на Балканском полуострву, на говорном подручју словенских језика, у социјалистичкој земљи, као и у држави из Покрета несврстаних.
Титулу европских првака је понела је Чехословачка, која је у финалу савладала Немачку 5:3, након извођења једанаестераца. Најбољи стрелац био је Немац Дитер Милер са 4 постигнута гола.

## Репрезентације учеснице
| Учесници        |
| --------------- |
| Западна Немачка |
| Југославија     |
| Холандија       |
| Чехословачка    |

## Стадиони
| БеоградЗагреб | Београд               | Загреб            |
| ------------- | --------------------- | ----------------- |
| БеоградЗагреб | Стадион Црвена звезда | Стадион Максимир  |
| БеоградЗагреб | капацитет: 90.000     | капацитет: 55.000 |
| БеоградЗагреб |                       |                   |

## Резултати

### Полуфинале
| 16. јун 1976. | Загреб  | Чехословачка | - | Холандија       |  | 3:1 после продужетака (1:0, 1:1, 1:1) |
| 17. јун 1976. | Београд | Југославија  | - | Западна Немачка |  | 2:4 после продужетака (2:0, 2:2, 2:2) |

- Ондруш у 19, Нехода у 114. и Весели у 118. минуту за Чехословачку, Ондруш (аг) у 73. минуту за Холандију.
- Попивода у 19 и Џајић у 30. минуту за Југославију, Флохе у 64, Милер у 82, 115 и 119. минуту за Западну Немачку.

### Утакмица за треће место
| 19. јун 1976. | Загреб | Холандија | - | Југославија |  | 3:2 после продужетака (2:1, 2:2, 2:2) |

Гелс у 27. и 107, Вили ван де Керкоф у 39. минуту за Холандију, Каталински у 43. и Џајић у 82. минуту за Југославију.

### Финале
| 20. јун 1976. | Београд | Чехословачка | - | Западна Немачка |  | 2:2 (пеналима 7-5) |

| [[Фудбалска репрезентација Чехословачке {{{altlink2}}}\|Чехословачка]] | 2 : 2 (п. с. н.) | Западна Немачка                    |
| ---------------------------------------------------------------------- | ---------------- | ---------------------------------- |
| - Швехлик 8’ - Добијаш 25’                                             | Извештај         | - Милер 28’ - Холценбајн 89’       |
| Пенали                                                                 |                  |                                    |
| - Масни - Нехода - Ондруш - Јуркемик - Паненка                         | 5–3              | - Бонхоф - Флохе - Бонграц - Хенес |

### Састав победничке екипе Чехословачке
Иво Виктор; Јозеф Чапкович, Карол Добијаш, Коломан Гог, Ладислав Јуркемик, Антон Ондруш (капитен), Јан Пиварник; Јозеф Модер, Јан Швехлик; Маријан Масни, Здењек Нехода, Антоњин Паненка, Франтишек Весели.